# Властіміл Прейс
Властіміл Прейс (чеськ. Vlastimil Preis 12 лютого 1921, Прага — 8 лютого 2000) — чехословацький футболіст, нападник.

## Ігрова кар'єра
П'ять разів ставав чемпіоном Чехословаччини: у 1939, 1952 і 1954 роках з празькою «Спартою» та у 1949 і 1950 роках з братиславським «Соколом». Загалом він забив 106 голів у Чехословацькій лізі та чемпіонаті Протекторату Богемії та Моравії (57 він забив у «Спарті», 28 — у «Соколі» та 21 — у «Карліні»).
За збірну Чехословаччини провів 12 матчів і забив у них 7 голів, а в останньому з них, у товариському матчі з Польщею 22 жовтня 1950 року, зробив хет-трик.
У 1947 році грав за кордоном за французький клуб «Канн». Після завершення ігрової кар'єри він присвятив себе тренерській діяльності, з 1957 по 1959 рік очолював «Спарту».

## Досягнення
- Чемпіон Чехословаччини (5):

«Спарта» (Прага): 1939, 1952, 1954
«Сокол» (Братислава): 1949, 1950